# 马来西亚—阿曼关系
马来西亚—阿曼关系是指马来西亚与阿曼之间的双边关系。马来西亚在马斯喀特设有大使馆，而阿曼也在吉隆坡设有大使馆。1982年3月3日，马来西亚首相马哈迪·莫哈末对阿曼进行正式访问。同年5月，阿曼苏丹卡布斯·本·赛义德·阿勒赛义德对马来西亚进行了回访。